# Poindimié
Poindimié es una comuna de la Provincia Norte de Nueva Caledonia, un territorio de ultramar de Francia en el océano Pacífico.

## Clima
| Parámetros climáticos promedio de Poindimié (1981–2010) | Parámetros climáticos promedio de Poindimié (1981–2010) | Parámetros climáticos promedio de Poindimié (1981–2010) | Parámetros climáticos promedio de Poindimié (1981–2010) | Parámetros climáticos promedio de Poindimié (1981–2010) | Parámetros climáticos promedio de Poindimié (1981–2010) | Parámetros climáticos promedio de Poindimié (1981–2010) | Parámetros climáticos promedio de Poindimié (1981–2010) | Parámetros climáticos promedio de Poindimié (1981–2010) | Parámetros climáticos promedio de Poindimié (1981–2010) | Parámetros climáticos promedio de Poindimié (1981–2010) | Parámetros climáticos promedio de Poindimié (1981–2010) | Parámetros climáticos promedio de Poindimié (1981–2010) | Parámetros climáticos promedio de Poindimié (1981–2010) |
| Mes                                                     | Ene.                                                    | Feb.                                                    | Mar.                                                    | Abr.                                                    | May.                                                    | Jun.                                                    | Jul.                                                    | Ago.                                                    | Sep.                                                    | Oct.                                                    | Nov.                                                    | Dic.                                                    | Anual                                                   |
| ------------------------------------------------------- | ------------------------------------------------------- | ------------------------------------------------------- | ------------------------------------------------------- | ------------------------------------------------------- | ------------------------------------------------------- | ------------------------------------------------------- | ------------------------------------------------------- | ------------------------------------------------------- | ------------------------------------------------------- | ------------------------------------------------------- | ------------------------------------------------------- | ------------------------------------------------------- | ------------------------------------------------------- |
| Temp. máx. abs. (°C)                                    | 33.8                                                    | 34.2                                                    | 34.4                                                    | 32.8                                                    | 31.2                                                    | 30.2                                                    | 29.0                                                    | 30.3                                                    | 32.1                                                    | 31.0                                                    | 33.0                                                    | 33.3                                                    | 34.4                                                    |
| Temp. máx. media (°C)                                   | 29.2                                                    | 29.6                                                    | 29.3                                                    | 28.3                                                    | 26.7                                                    | 25.4                                                    | 24.6                                                    | 24.6                                                    | 25.3                                                    | 26.2                                                    | 27.2                                                    | 28.4                                                    | 27.1                                                    |
| Temp. media (°C)                                        | 26.2                                                    | 26.6                                                    | 26.3                                                    | 25.2                                                    | 23.5                                                    | 22.1                                                    | 21.0                                                    | 21.0                                                    | 21.8                                                    | 22.9                                                    | 24.1                                                    | 25.3                                                    | 23.8                                                    |
| Temp. mín. media (°C)                                   | 23.2                                                    | 23.6                                                    | 23.2                                                    | 22.0                                                    | 20.3                                                    | 18.8                                                    | 17.5                                                    | 17.4                                                    | 18.3                                                    | 19.6                                                    | 20.9                                                    | 22.2                                                    | 20.6                                                    |
| Temp. mín. abs. (°C)                                    | 17.6                                                    | 17.9                                                    | 16.2                                                    | 15.8                                                    | 13.5                                                    | 12.5                                                    | 11.2                                                    | 11.0                                                    | 12.5                                                    | 12.5                                                    | 13.1                                                    | 14.8                                                    | 11.0                                                    |
| Precipitación total (mm)                                | 351.7                                                   | 371.8                                                   | 421.3                                                   | 232.2                                                   | 216.7                                                   | 170.5                                                   | 119.4                                                   | 104.4                                                   | 102.2                                                   | 123.8                                                   | 184.8                                                   | 231.6                                                   | 2630.4                                                  |
| Días de precipitaciones (≥ 1 mm)                        | 18.3                                                    | 18.9                                                    | 19.5                                                    | 16.4                                                    | 14.1                                                    | 11.3                                                    | 9.0                                                     | 8.3                                                     | 8.4                                                     | 11.1                                                    | 12.7                                                    | 15.7                                                    | 163.7                                                   |
| Horas de sol                                            | 186.9                                                   | 158.8                                                   | 163.5                                                   | 165.3                                                   | 153.1                                                   | 148.2                                                   | 174.3                                                   | 186.6                                                   | 195.5                                                   | 207.9                                                   | 186.3                                                   | 192.0                                                   | 2118.4                                                  |
| Fuente: Météo-France                                    |                                                         |                                                         |                                                         |                                                         |                                                         |                                                         |                                                         |                                                         |                                                         |                                                         |                                                         |                                                         |                                                         |